# Jean Rouquette

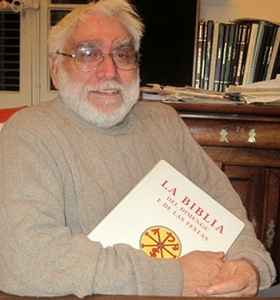
Jean Rouquette (2012)

Jean Rouquette (auch: Joan Larzac oder Joan Rouqueta-Larzac; * 3. Februar 1938 in Sète) ist ein französischer römisch-katholischer Geistlicher und Dichter okzitanischer Sprache.

## Leben und Werk
Jean Rouquette wuchs als jüngerer Bruder des Schriftstellers Yves Rouquette auf. In der Kriegszeit wurde er durch einen jahrelangen Aufenthalt bei Verwandten in Coufouleux in der okzitanischen Sprache und Kultur sozialisiert. Daneben fühlte er sich bereits mit 11 Jahren zum Priestertum berufen. Da sein Bruder in Sète Robert Lafont als Lehrer hatte, wurden sich beide Brüder bewusst, dass ihr Patois in Wirklichkeit eine eigene romanische Sprache, das Okzitanische, mit bedeutender literarischer Vergangenheit ist, deren Prestige dem Albigenserkreuzzug zum Opfer fiel. Jean Rouquette engagierte sich doppelt, in der katholischen Kirche für die Befreiungstheologie (wie sein Freund Jean Cardonnel) und in der Okzitanischen Bewegung gegen die kulturelle Entfremdung und den Inneren Kolonialismus in Frankreich.
Ab 1958 war er Mitarbeiter der Zeitschrift Oc und der Cahiers du Sud. Er gehörte dem Comité occitan d’études et d’action (COEA) an (das von den Thesen Frantz Fanons beeinflusst war), wurde aber 1973 wegen seiner Radikalität aus dem Redaktionskomitee der Zeitschrift Viure ausgeschlossen. 1965 wurde er zum Priester geweiht und lehrte ab 1968 Exegese am Interdiözesanen Zentrum für Theologie in Montpellier. Später war er Pfarrer in Saint-Georges-d’Orques.
Von 1964 bis 1973 betreute er verschiedene von ihm gegründete Vereine und Publikationsreihen als Animator und Herausgeber. Ab 1963 veröffentlichte er eigene Bücher teils unter seinem wirklichen Namen Jean Rouquette teils unter dem Pseudonym Joan Larzac, als erstes den Que sais-je?-Band La Littérature d’Oc, der drei Auflagen erlebte, und den ersten von mehreren Gedichtbänden in okzitanischer Sprache, sowie, ebenfalls auf Okzitanisch, militante Essays. Seine okzitanischen Werke wurden mehrfach preisgekrönt.
Nachdem er 1962 als Wehrdienstleistender den Libanon entdeckt und lieben gelernt hatte, gründete er 1987 mit Melhem Khalaf (* 1962) die Nichtregierungsorganisation Offrejoie (Freudebringer) zur Unterstützung des Libanon, die sich später auch der Palästinenser annahm. Für seine Verdienste wurde ihm 2013 die libanesische Staatsangehörigkeit verliehen.
Jean Rouquette ist der Schwager der Schriftstellerin Marie Rouanet.

## Veröffentlichungen (Französisch, als Jean Rouquette)
- La littérature d’oc. Presses universitaires de France, Paris 1963, 1968, 1980. (Que sais-je ? 1039)
- (Hrsg.) Le Petit livre de l’Occitanie. «4 Vertats», Saint-Pons 1971. Maspero, Paris 1972.
- Petite méthode pour l’analyse des textes avec des exemples pris dans la Bible. Montpellier 1975.
- Paul. Au nom de l’unité. Médiaspaul, Paris 2009.

## Veröffentlichungen (Okzitanisch, als Joan Larzac oder Joan Roqueta-Larzac)
- Sola deitas. Camin de Crotz. Institut d’études occitanes «Oc», Toulouse 1963. (Gedichte, zweisprachig okzitanisch-französisch, übersetzt von Yves Rouquette, Grand Prix des lettres occitanes/Grand Prèmi de las Letras Occitanas)
- Contristòria. Poëmas. Institut d’études occitanes, Toulouse 1967.
- La musica occitana. I.E.O., Toulouse 1970. (Vorwort von Darius Milhaud)
- L’estrangièr del dedins e autres poëmas politics [1968]. Hrsg. Pierre-Jean Oswald, Marie Rouanet. 1972. (übersetzt von Yves Rouquette)
- (Hrsg.) Anthologie de la poésie religieuse occitane. Privat, Toulouse 1972. (zweisprachig okzitanisch-französisch)
- Per una lectura politica de la Bíblia. Institut d’études occitanes, Toulouse 1973.
- Descolonisar l’istòria occitana. I.E.O. Institut d’estudis occitans, 2 Bde. Toulouse 1977, 1980.
  - 1. Redusèires de caps
  - 2. L’Enemic dins la clòsca
- (Übersetzer mit Juli Plancada) Joseph Delteil: Francès d’Assisi. I.E.O. Institut d’études occitanes, Toulouse 1978.
- (Hrsg.) Jean-Joseph Cassanéa de Mondonville: Dafnís e Alcimadura. Nicolas Fize (1648–1718): L’Operà de Frontinhan. Institut d’estudis occitans, Toulouse 1981. (kritische Ausgabe)
- Obra poëtica. Institut d’estudis occitans, Toulouse 1986. (gesammelte Gedichte, Prèmi Antigòna)
- Istòria de l’art occitan. Centre internacional de documentacion occitana, Béziers 1989. (zweisprachig okzitanisch-französisch)
- Dotze taulas per Nòstra-Dòna. Poëma. Parròquia de N.D. de Taulas und Ceucle occitan de Montpellier, Institut d’estudi occitans, Montpellier 1990. (betrifft Basilika Notre-Dame des Tables in Montpellier; zweisprachig okzitanisch-französisch)
- Ai tres òmes a taula, a miègjorn. Sonets biblics. Letras d’òc, Toulouse 2007.
- (Übersetzer) La Bíblia. Ancian Testament. Revirada occitana. Letras d’òc, Toulouse und La Bíblia occitana, Montpellier 2013. (Altes Testament, okzitanische Übersetzung, Vorworte von Émile Puech und Claude Azéma)
- (Übersetzer) La Bíblia. Novèl Testament. Revirada occitana. Letras d’òc, Toulouse und La Bíblia occitana, Montpellier 2016. (Neues Testament, okzitanische Übersetzung, Vorwort von Georges Pontier, Einleitung von Élian Cuvillier)
- Se rauqueja ma votz. Letras d’òc, Toulouse 2019. (weitere Gedichte)
  - (französisch) Si ma voix devient rauque. Lambert-Lucas, Limoges 2021. (übersetzt von Jean-Pierre Chambon, Marjolaine Raguin und Guy Latry)
- L’an que ven d’onte ven. Erau edicions, Béziers 2021. (weitere Gedichte, zweisprachige Ausgabe okzitanisch-französisch)